# 克里斯蒂娜·庫克娃
克里斯蒂娜·庫克娃（英語：Kristína Kučová，1990年5月23日—）出生于布拉提斯拉瓦，是斯洛伐克职业网球女运动员，2007年成为职业球员。她的WTA生涯最高單打排名為第71（2016年9月12日）。

## 外部連結
- 克里斯蒂娜·庫克娃的国际女子网球协会官方資料（英文）
- 克里斯蒂娜·庫克娃的國際網球總會 職業／青少年 官方資料（英文）
- Fed Cup - Player profile - Kristína Kučová (SVK) （页面存档备份，存于）